# Menjamel pigallat
El menjamel pigallat (Melipotes ater) és un ocell de la família dels melifàgids (Meliphagidae).

## Hàbitat i distribució
Habita els boscos de les muntanyes de la Península de Huon, al nord-est de Nova Guinea.